# Aïn Mahdi (distrito)
Aïn Mahdi é um distrito localizado na província de Laghouat, Argélia, e cuja capital é a cidade de mesmo nome. A população total do distrito era de 50 303 habitantes, em 2008.[carece de fontes?]

## Comunas
O distrito é composto por cinco comunas:
- Aïn Madhi
- Tadjemout
- Tadjrouna
- El Houaita
- Kheneg